# Adersleber Kalvill
Der Adersleber Kalvill (oder kurz Adersleber) ist eine alte Sorte des Kulturapfels Malus domestica, die in West- und Mitteleuropa angebaut wird. Die Sorte wurde 1839 im Kloster Adersleben im Auftrag des Amtsrats Meyer von seinem Gärtner Lichthardt selektiert. Sie soll Namensgeber des Adersleber Weges im früheren Dorf Marzahn sein.
Der Adersleber Kalvill ist die erste Apfelsorte, bei der dokumentiert ist, dass sie gezielt aus zwei Sorten gezüchtet wurde. Jedoch scheint die Befruchtung nicht wie geglaubt mit Gravensteiner, sondern stattdessen mit Alexander stattgefunden zu haben, wie neue molekulargenetische Analysen ergaben. Möglicherweise haben Bienen die mit dem Gravensteinerpollen versetzte Blüte noch einmal bestäubt, während Gravensteiner als triploide Apfelvarietät nur mit leblosen Pollen aufwarten konnte. 

## Verbreitung
Die Sorte 'Adersleber Kalvill' ist aktuell auf der Roten Liste der gefährdeten einheimischen Nutzpflanzen in Deutschland aufgeführt. Diese Rote Liste umfasst alle Artengruppen von einheimischen Nutzpflanzen und deren Sorten, Landsorten und Varietäten, die in Deutschland an lokale Bedingungen angepasst und von Bedeutung waren.

## Baum
Der Baum ist von mittelstarkem Wuchs und bildet eine breite Krone. Der Ertrag setzt früh ein und ist regelmäßig hoch. Die Sorte ist windfest, bei zu feuchtem Standort etwas anfällig für Schorf, sonst aber recht robust. Sie ist auch als Niederstamm geeignet.

## Frucht
Der Adersleber Kalvill trägt mittelgroße, fahlgrün bis gelbliche, rot überlaufene Früchte. Sie sind etwas kantig geformt. Das Fruchtfleisch ist hellgelb, mild süß und feinaromatisch. Besonderes Merkmal sind die mit feinen hellen Streifen versehen Kerne. Ab Mitte bis Ende Oktober ist die Sorte pflückreif und ab November bis März ist sie genussreif.

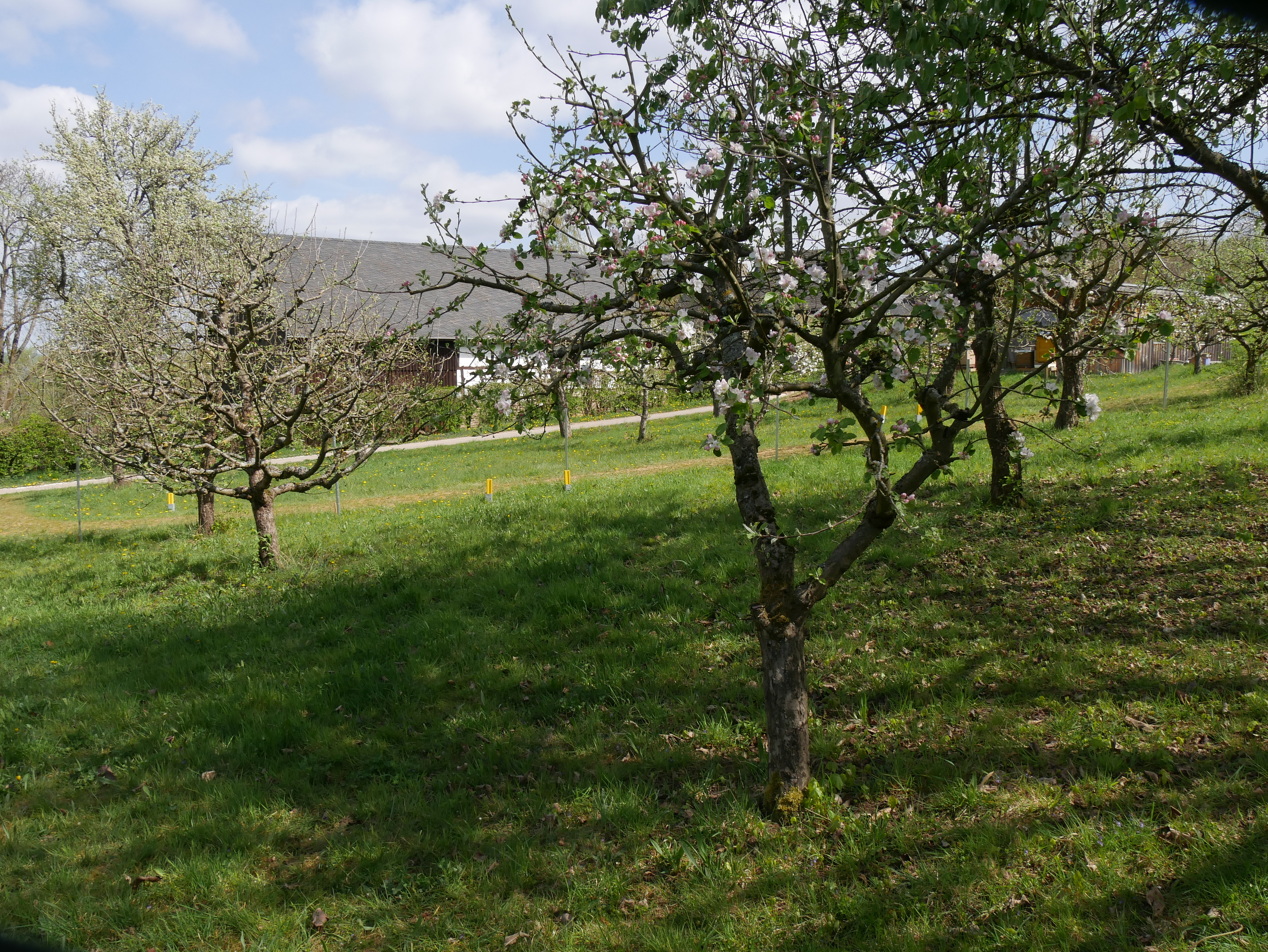
Ganzer Baum
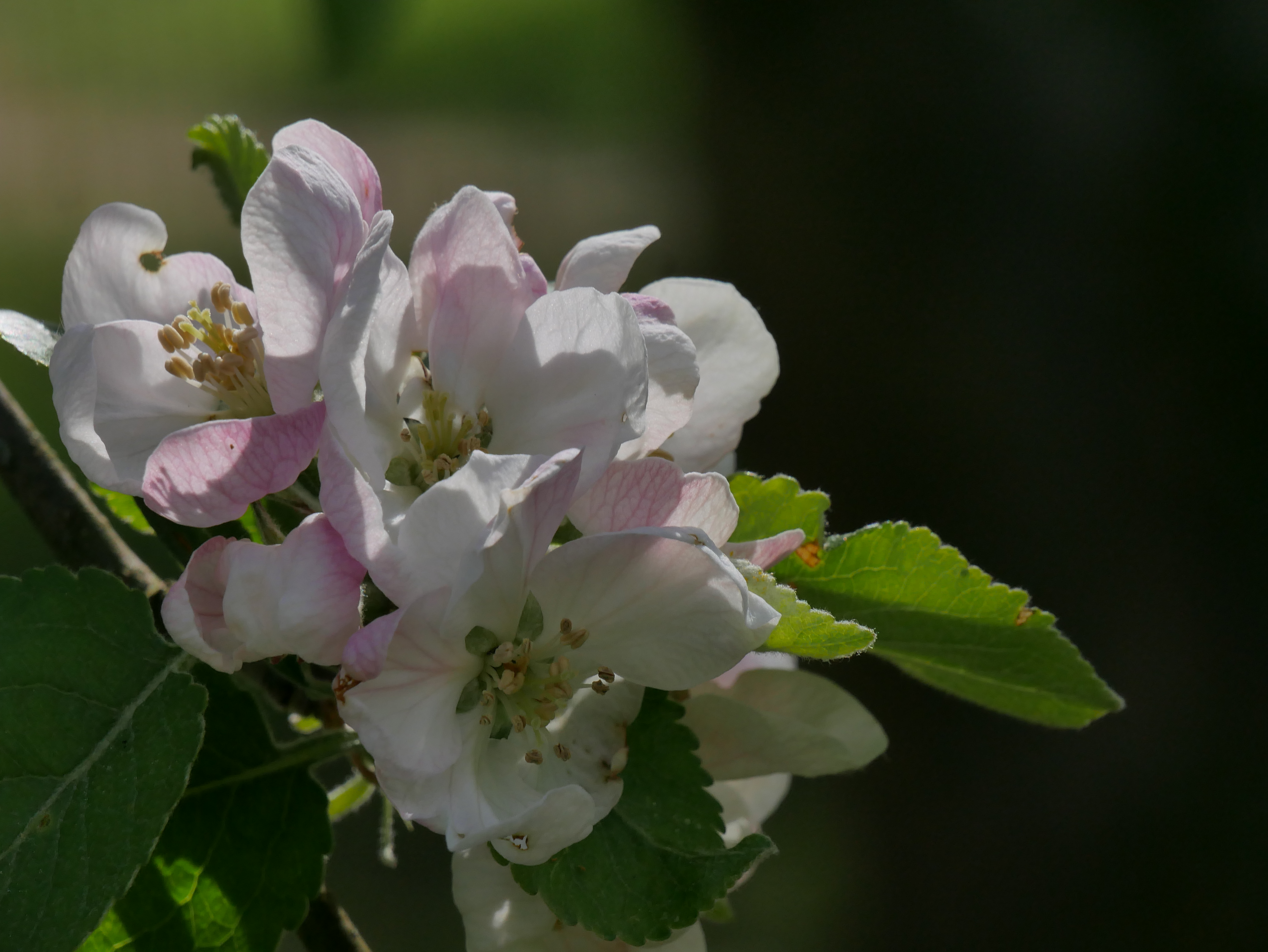
Blüte
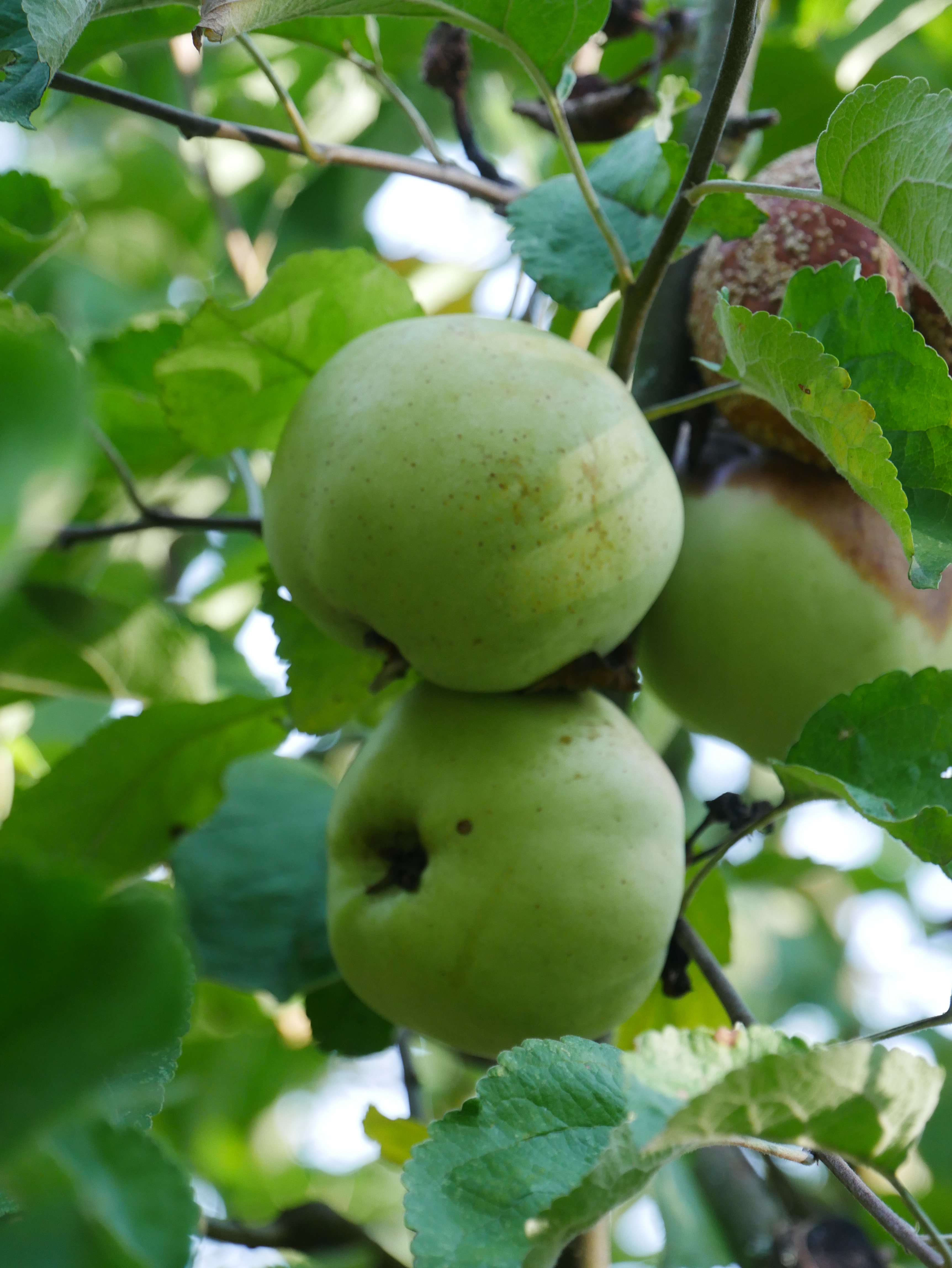
Früchte im Baum